# Ассоциация кинокритиков Сент-Луиса
Ассоциация кинокритиков Сент-Луиса (англ. The St. Louis Film Critics Association (StLFCA)) — некоммерческая организация кинокритиков, базирующаяся в Сент-Луисе и прилегающих районах штатов Миссури и Иллинойс, США. Была основана в 2004 году.
Каждый декабрь членами организации проводится голосование по присуждению кинопремий, которые включают 19 наград и одну специальную премию — за лучшую сцену, кинематографический приём либо же другой запоминающийся аспект или момент в фильме. Премии признаются многочисленными ассоциациями кинокритиков и средствами массовой информации, особенно во время наградного сезона.

## Категории

### Текущие категории
- Лучший фильм
- Лучший режиссёр
- Лучший актёр
- Лучшая актриса
- Лучший актёр второго плана
- Лучшая актриса второго плана
- Лучший актёрский состав
- Лучшее вокальное исполнение[8]
- Лучший адаптированный сценарий
- Лучший оригинальный сценарий
- Лучший монтаж
- Лучшая операторская работа
- Лучшая работа художника-постановщика
- Лучший дизайн костюмов
- Лучшие визуальные эффекты
- Лучшие трюки
- Лучшая музыка
- Лучший саундтрек
- Лучший боевик
- Лучший комедийный фильм
- Лучший фильм ужасов
- Лучший анимационный фильм
- Лучший документальный фильм
- Лучший международный фильм
- Лучший дебютный полнометражный фильм
- Лучшая сцена

### Отставные категории
- Лучший сценарий (2004–2009, категория была разделена на «Лучший адаптированный сценарий» и «Лучший оригинальный сценарий»)
- Лучший арт-хаусный или фестивальный фильм (2005–2014)
- Лучшая песня (2015–2016)[9][10]

## Фильмы, отмеченные наибольшим количеством наград
(2 награды и более)
- 9 наград:
  - «Однажды в Голливуде» (2019): Лучший фильм, режиссёр, актёр второго плана, актриса второго плана, оригинальный сценарий, саундтрек, художник-постановщик, монтаж, особые заслуги
- 7 наград:
  - «12 лет рабства» (2013): Лучший фильм, режиссёр, актёр, актриса второго плана, адаптированный сценарий, операторская работа, сцена
- 6 наград:
  - «Ла-Ла Ленд» (2016): Лучший фильм, режиссёр, операторская работа, музыка, песня, сцена
- 5 наград:
  - «Всё везде и сразу» (2022): Лучший фильм, актриса, актёр второго плана, оригинальный сценарий, монтаж
  - «Артист» (2011): Лучший фильм, режиссёр, музыка, сценарий, актриса второго плана
- 4 награды:
  - «Авиатор» (2004): Лучший фильм, режиссёр, актриса второго плана, художник-постановщик
  - «Горбатая гора» (2005): Лучший фильм, режиссёр, сценарий и актёр
  - «Бёрдмэн» (2014): Лучший режиссёр, оригинальный сценарий, операторская работа, музыка
  - «Власть пса» (2021): Лучший режиссёр, актёр второго плана, адаптированный сценарий, операторская работа
- 3 награды:
  - «На обочине» (2004): Лучший комедийный фильм, сценарий, режиссёр
  - «Джуно» (2007): Лучшая актриса, сценарий, комедийный фильм
  - «Исповедь» (2021): Лучший оригинальный сценарий, актриса второго плана, актёрский состав
  - «Лакричная пицца» (2021): Лучший фильм, комедийный фильм, сцена
- 2 награды:
  - «Рэй» (2004): Лучший актёр, музыка
  - «Суперсемейка» (2004): Лучший анимационный фильм, визуальные эффекты
  - «Дом летающих кинжалов» (2004): Лучшая операторская работа, работа художника-постановщика
  - «Королева» (2006): Лучшая актриса, сценарий
  - «Отступники» (2006): Лучший фильм, режиссёр
  - «Скафандр и бабочка» (2007): Лучший фильм на иностранном языке, самый оригинальный/новаторский фильм
  - «Старикам тут не место» (2007): Лучший фильм, режиссёр
  - «Тёмный рыцарь» (2008): Лучший актёр второго плана, визуальные эффекты
  - «Загадочная история Бенджамина Баттона» (2008): Лучший фильм, самый оригинальный/новаторский фильм
  - «Миллионер из трущоб» (2008): Лучший режиссёр, фильм на иностранном языке
  - «Вверх» (2009): Лучший анимационный фильм, сцена
  - «Девять» (2009): Лучшая операторская работа, музыка
  - «Мне бы в небо» (2009): Лучший фильм, актёр
  - «Потомки» (2011): Лучший актёр, сценарий
  - «Девушка с татуировкой дракона» (2011): Лучшая актриса, сцена
  - «Стражи Галактики» (2014): Лучший комедийный фильм, саундтрек
  - «Исчезнувшая» (2014): Лучшая актриса, адаптированный сценарий
  - «Одержимость» (2014): Лучший арт-хаусный или фестивальный фильм, мужская роль второго плана
  - «Круэлла» (2021): Лучший дизайн костюмов, саундтрек
  - «Дюна» (2021): Лучший саундтрек, визуальные эффекты
  - «Банши Инишерина» (2022): Лучшая актриса второго плана, оригинальный сценарий
  - «Элвис» (2022): Лучший дизайн костюмов, художник-постановщик
  - «Говорят женщины» (2022): Лучший режиссёр, актёрский состав